# Jacinto Ciria Cruz
Jacinto Ciria Cruz, né à Manille, aux Philippines et décédé le 25 décembre 1944, à Bayombong, aux Philippines, est un ancien joueur et entraîneur philippin de basket-ball. Il évolue au poste d'arrière.